# Антоненко Анатолій Олексійович
Анто́ненко Анато́лій Олексі́йович (29 листопада 1948, с. Велика Знам'янка Кам'янсько-Дніпровського р-ну Запорізької обл. — 7 грудня 2016, м. Марганець) — український поет, прозаїк, публіцист, голова Марганецького міського літературного об'єднання «Віра», самодіяльний художник, громадський діяч, провідний стоматолог міста, Почесний громадянин м. Марганця.

## Життєвий шлях
Народився 29 листопада 1948 року в селі Велика Знам'янка Кам'янсько-Дніпровського району Запорізької області.
Закінчив в 1963 році восьмирічну школу і вступив до медичного училища в м. Нікополі.
У 1967 році після закінчення з червоним дипломом училища поїхав працювати фельдшером в с. Преображенку Томаківського району.
Реорганізував фельдшерсько-акушерський пункт у лікарняну амбулаторію, і два роки за відсутності лікаря керував нею. Під час його медичної практики були найрізноманітніші випадки — від приймання пологів до невеликих амбулаторних операцій.
У 1969 році Анатолій Антоненко одружився, а в 1970 році народився син Ярослав.
З 1971 по 1976 роки навчався на стоматологічному факультеті Дніпропетровського медінституту, який закінчив з червоним дипломом. В інституті був обраний старостою курсу, обирався до бібліотечної ради інституту, з 4-го курсу затверджений «громадським деканом» стоматологічного факультету.
Після однорічної інтернатури по хірургічній стоматології в Дніпропетровську в 1977 р. разом з сім'єю переїхав до смт. Томаківки. Організував стоматологічне відділення районної лікарні, був першим його завідувачем. За час роботи в Томаківці обирався секретарем партійної організації районної лікарні.
З 1982 року був переведений головним лікарем стоматологічної поліклініки Марганця.
З 14 вересня 1982 року і до кінця життя Анатолій Олексійович мешкав в м. Марганці. Вісім років очолював партійну організацію місцевого медичного об'єднання.
Під керівництвом А. О. Антоненка і за його безпосередньої участі в повсякденну стоматологічну практику були втілені сучасні методи лікування, діагностики та протезування зубів.
У 2001 році за власним бажанням пішов з посади головного лікаря стоматологічної поліклініки, заснував свій стоматологічний кабінет «Сучасна стоматологія», де працював до 2012 року. Впроваджував сучасні українські й закордонні методи лікування.
У 1991—1994 рр. був обраний депутатом Дніпропетровської обласної ради. За завданням органів місцевої влади в 1992—1993 рр. він зустрічав на державному кордоні німецькі транспортні засоби з гуманітарною допомогою і супроводжував їх до м. Марганця. Анатолій Олексійович — член перших двох офіційних делегацій від м. Марганця до м. Егінгена (Німеччина).
Анатолій неодноразово нагороджувався грамотами місцевої влади та громадських організацій, обласного відділення охорони здоров'я та обкому профспілок медичних працівників. Він — Відмінник охорони здоров'я. Ленінський стипендіат. У 2010 році нагороджений почесним знаком «За заслуги перед містом».
Рішенням Марганецької міської ради від 25 серпня 2016 року № 442-13/7 Анатолію Олексійовичу було присвоєно звання «Почесний громадянин м. Марганець».
Помер 07 грудня 2016 року.

## Сім'я
Батько покинув маленького Анатолія з матір'ю, коли йому виповнилося 3 роки. Виховувала хлопчика матір, а також батьки батька хлопчика — дідусь Федір і бабуся Марина. Коли Толі було 10 років, з'явилася сестричка Люда.

## Захоплення живописом
З юнацьких років мав потяг до малювання. З шостого класу почав малювати. Займаючись живописом, головним чином, щось копіював. Була думка стати художником, але рідні вмовили вступати до медичного училища в Нікополі. Вже в дорослому віці трошки малював акварелі.
Захоплювався творчістю інших марганецьких художників: І. О. Барнаша, М. Я. Герасименка, П. О. Козловського.

## Поетична творчість
З дитинства любив читати. В початкових класах почав складати вірші. Але дитячі вірші загубилися. І тільки з 1984 року почав збирати написане.
З 1982 р. почав друкуватися в місцевій газеті «Шахтар Марганця». За життя його творчість друкувалася в місцевих газетах «Шахтар Марганця» і «Марганчанка», Дніпропетровській обласній газеті «Зоря», нікопольській газеті «Південна Зоря». Його вірші читалися на республіканському радіо.
У 1988 році в Марганці створена літературно-художня студія «Боян», і Анатолій Олексійович став її активним членом. Багато писав віршів сам і допомагав тим, хто тільки починав складати вірші. Був спонсором проведення презентацій нових книг, творчих літературних вечорів марганецьких авторів. Завдяки його фінансовій допомозі побачили світ колективні збірки місцевих авторів «Город серебристых тополей», «Величальная Марганцу», «Краю мій лелечий» та авторські книги маргачан.
З 2012 року поет і прозаїк Анатолій Олексійович Антоненко публікувався в українсько-російському літературно-художньому та громадсько-політичному часописі Запорізького краю «Хортиця» (головний редактор Григорій Лютий). Завдяки допомозі А. О. Антоненка побачили світ в «Хортиці» твори марганчан: Анатолія Гнєзділова, Миколи Овчаренка, Олега Жиги, Володимира Пугача та Івана Барнаша.
З вересня 2013 року А. О. Антоненко став головою міського літературного об'єднання «Віра» (колишня студія «Боян»). До нього входять близько 50 марганчан. Анатолій Олексійович щомісячно проводив засідання «Віри», заняття з молодими літераторами-початківцями, проводив в навчальних закладах зустрічі з молоддю.
З року переїзду до м. Марганця Анатолій Антоненко став активним користувачем бібліотек Марганецької міської централізованої бібліотечної системи. Завдяки його зусиллям і фінансовій підтримці в міських бібліотеках і навчальних закладах м. Марганця було проведено багато масових заходів, зокрема, з популяризації історії та літератури Марганця і всього Дніпропетровського краю.
Анатолій Антоненко дуже захоплювався історією рідного краю, його героїчним минулим. Ретельно вивчав і досліджував історичні відомості про запорозьких козаків. Написав історичні поеми: «Білозерка», «Дике поле», «Богдан», «За волю й долю».
За життя письменника другом вийшли такі видання:
- збірка поетичних та прозових творів «Песня прожитых лет» (2008)[6],
- збірка історичних поем «Дике поле» (2013)[7],
- поетична збірка «Рідне місто моє» (2015)[8],
- збірка прозових творів «Переправа» (2016)[9].

На останньому році життя Анатолій Олексійович мріяв видати ще одну збірку віршів. Але не встиг.